# Thomas J. Pickard
Thomas Joseph Pickard (né le 6 janvier 1950) est un ancien directeur par intérim du Federal Bureau of Investigation pendant 71 jours à l'été 2001 à la suite de la démission du directeur Louis Freeh .

## Biographie
Né à Woodside, dans l'arrondissement de Queens, à New York, il est diplômé du Saint Francis College de Brooklyn avec un BBA en comptabilité, puis a obtenu son MBA en fiscalité de l'université de Saint John à Jamaica, dans l'arrondissement de Queens. Il est expert-comptable certifié, agréé par l'État de New York.

## Carrière au FBI
Pickard a commencé sa carrière en tant qu'agent spécial du FBI le 13 janvier 1975 et, après une période de formation, a d'abord été affecté au bureau extérieur de New York. En avril 1979, Pickard a été transféré au bureau local de Washington DC, où il a travaillé en tant qu'agent d'infiltration sur l'affaire portant le nom de code "Abscam". En juillet 1980, Pickard a été promu au siège du FBI, servant dans les divisions d'inspection et d'enquête criminelle. En octobre 1984, Pickard a fait rapport au bureau extérieur de New York en tant que superviseur de la section des crimes en col blanc et a ensuite été nommé agent spécial adjoint chargé de toutes les enquêtes sur les crimes en col blanc et les affaires de crimes violents à New York.
En 1989, Pickard a été sélectionné pour le Senior Executive Service (en) du FBI et a été transféré au siège du FBI, où il a supervisé les opérations financières du FBI et par la suite ses opérations de personnel. En 1993, Pickard a de nouveau été transféré au bureau de New York, pour servir d'agent spécial chargé de la division de la sécurité nationale, supervisant des questions telles que les procès des accusés de l'attentat du World Trade Center en 1993, le procès d'Omar Abdel Rahman et ses co-conspirateurs, la condamnation par Manila Air de Ramzi Yousef et de ses associés, et l'explosion du vol TWA 800 en juillet 1996.
Le 10 septembre 1996, le directeur du FBI, Louis Freeh, a nommé Pickard au poste de directeur adjoint chargé du bureau extérieur de Washington. Au cours de son mandat là-bas, Pickard a supervisé des questions telles que l'enquête et l'arrestation de l'agent spécial du FBI Earl Pitts (en) pour espionnage et la capture du tueur condamné de la CIA Mir Aimal Kansi.
Le 2 février 1998, Pickard a assumé le poste de directeur adjoint de la division des enquêtes criminelles du FBI au siège du FBI. Le 1er novembre 1999, Pickard a été nommé directeur adjoint, le poste numéro deux au FBI. Le 25 juin 2001, à la démission du directeur Louis Freeh, Pickard a été nommé directeur par intérim du FBI par le procureur général John Ashcroft et a occupé ce poste deux mois jusqu'à ce que le nouveau directeur prenne ses fonctions. Pickard a pris sa retraite en novembre de la même année.
La bureaucratie du FBI, et Pickard en particulier, a été impliquée en tant qu'opposant à l'agent du FBI John P. O'Neill qui a mené l'enquête du FBI sur Oussama Ben Laden avant les attentats du 11 septembre. Une fuite au New York Times en août 2001 concernant une violation de la sécurité par O'Neill a conduit O'Neill à quitter la fonction publique. Pickard a été accusé d'être la source de la fuite. O'Neill a accepté le poste de directeur de la sécurité au World Trade Center, où il a été tué le 11 septembre 2001.